# Caso Guillaume

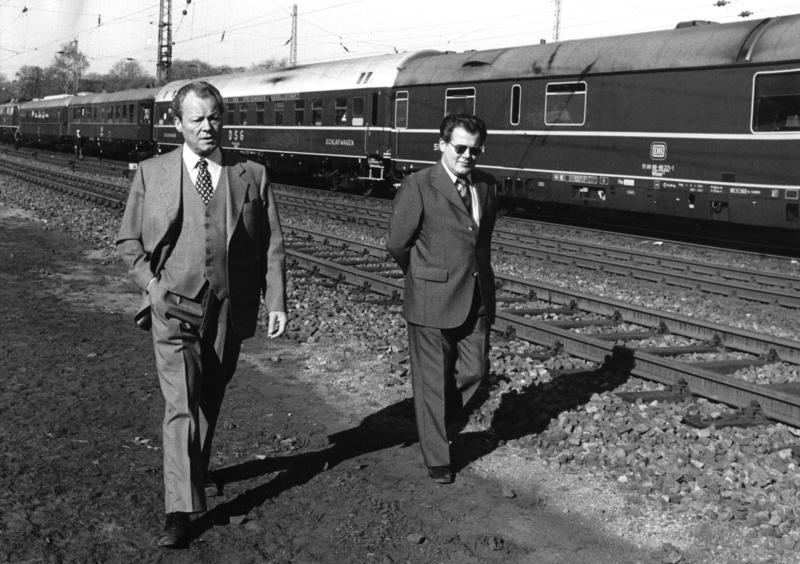
Guillaume (a la derecha) con Willy Brandt en 1974

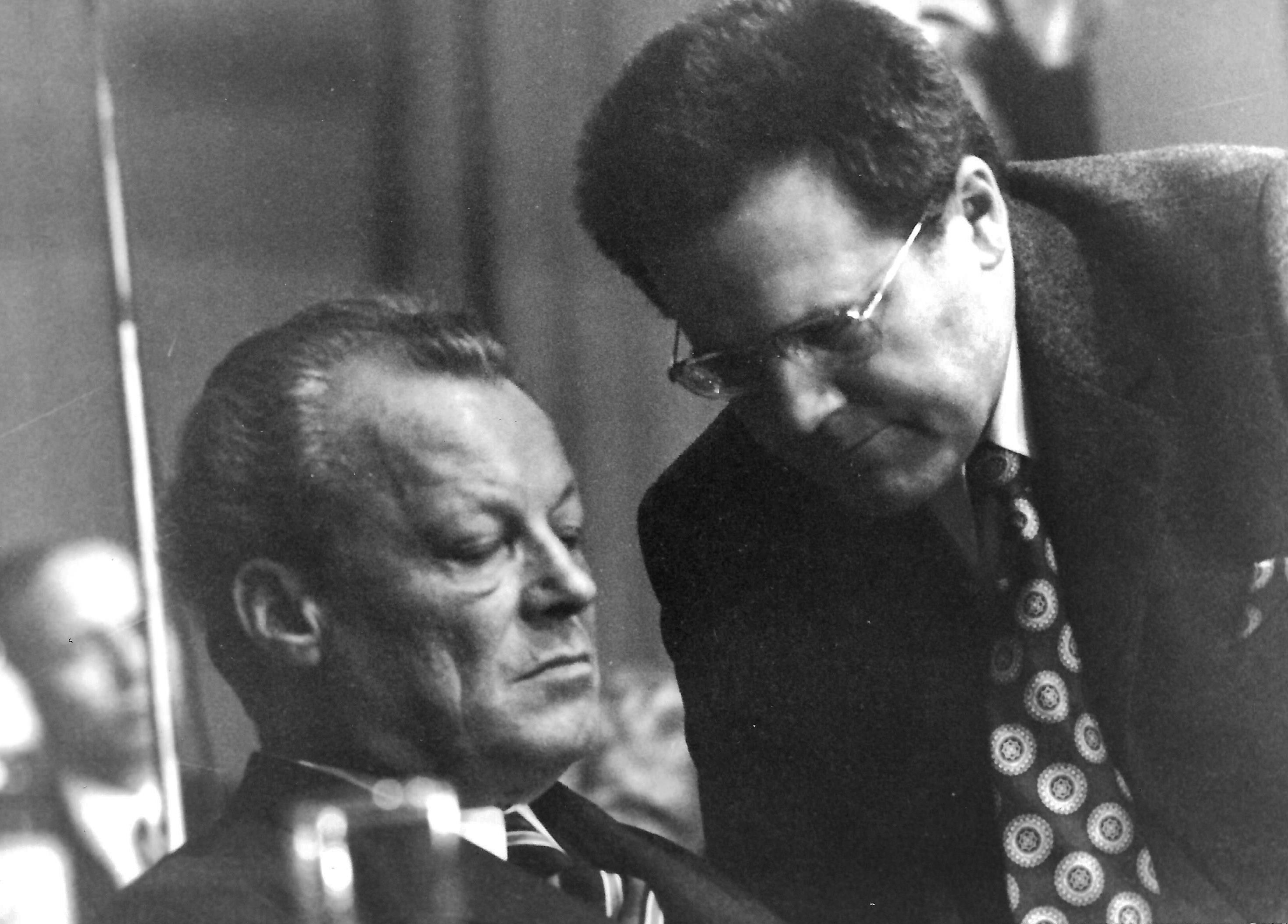
Guillaume (a la derecha) y Brandt

El caso Guillaume (en alemán Guillaume-Affäre) fue un caso de espionaje llevado a cabo por Günter Guillaume, secretario personal del canciller germano-occidental Willy Brandt. Trabajó para el Ministerio de Seguridad del Estado o Stasi de la RDA y tenía la tarea de informar a la Stasi sobre el Partido Socialdemócrata de Alemania (SPD), entonces el partido gubernamental de Alemania Occidental.

## Historia
En 1956 Günter Guillaume llegó a Alemania Occidental afirmando ser un refugiado. En 1970 empezó a trabajar en la Cancillería Federal y desde 1972 fue responsable de organizar las citas de Willy Brandt relacionadas con el SPD y llevar su correspondencia con organizaciones y miembros del Partido Socialdemócrata de Alemania.
Günter Guillaume conocía todos los secretos del Gobierno federal de Bonn relacionados con la marcha de la Ostpolitik hacia Moscú, Varsovia, Berlín Este y Praga, puesta de relieve con los tratados concluidos entre Bonn y dichas capitales del Este europeo. Cambios personales en el Gobierno federal o en la alta administración fueron comunicados aun antes de la confirmación oficial al otro lado del muro berlinés; de esta manera, el Gobierno de la RDA pudo dirigir a sus agentes en la RFA inadvertidamente y con antelación hacia nuevos y concretos objetivos con el fin de descomponer desde dentro el sistema político vigente.
El 25 de abril de 1974 se dio a conocer que se había detenido a un empleado de Willy Brandt. El 6 de mayo de 1974 Brandt presentó su dimisión.